# 선성군

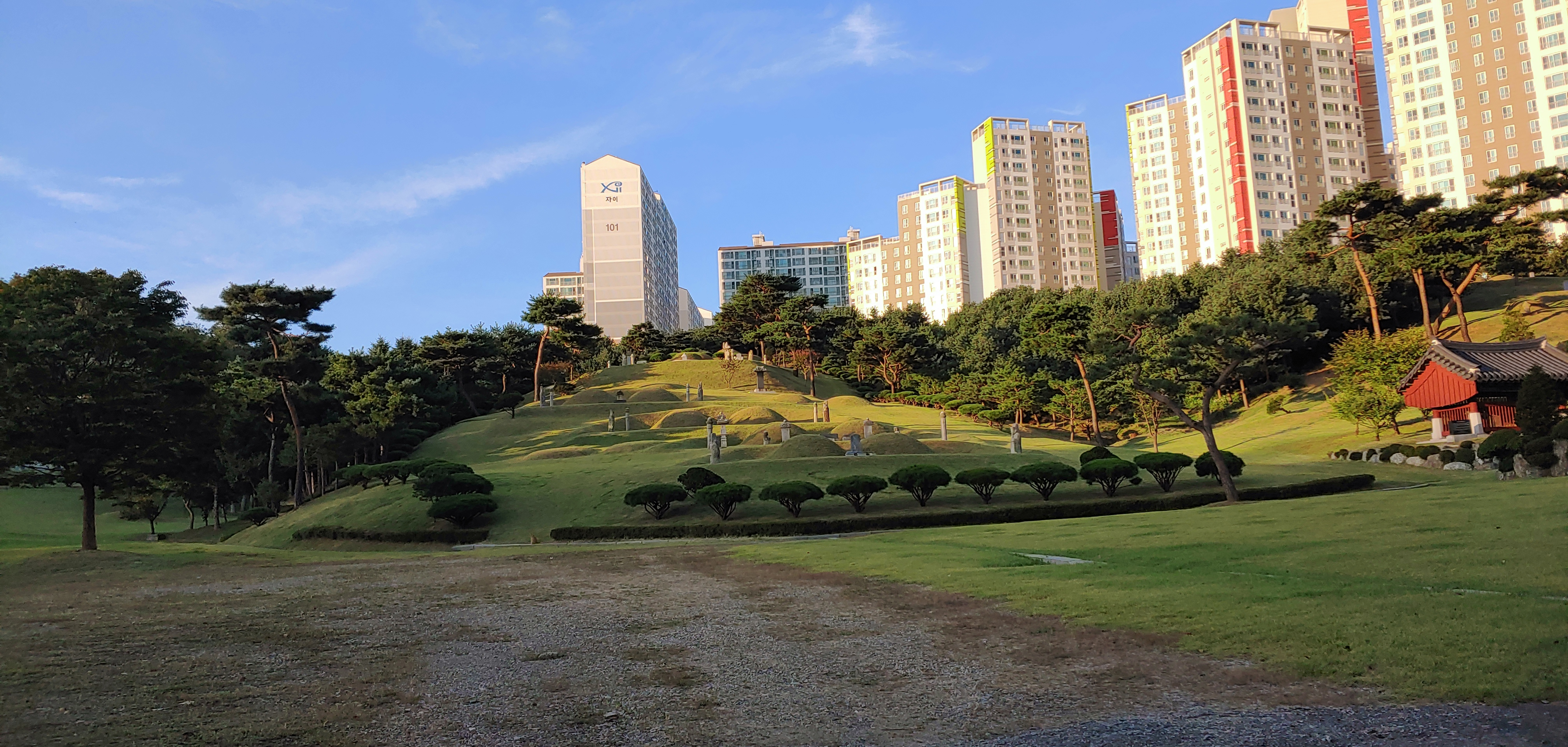
선성군 묘역, 하남시 덕풍동

선성군 이무생(宣城君 李茂生, 1392년 12월 18일(음력 11월 26일) ~ 1460년 8월 2일(음력 7월 7일))은 조선시대 전기의 왕자로 정종의 4남이자 서4남이며, 생모는 숙의 지씨(淑儀 池氏)이다. 이름은 무생(茂生), 시호는 양정(良靖)이다. 선조 때의 재상 이홍주는 그의 5대손이다.

## 생애
선성군 무생(宣城君 茂生)은 정종 이방과의 네 번째 서자이며 숙의 지씨(淑儀 池氏) 소생이고, 의평군 무생(義平君 元生), 임성군 호생(任城君 好生)의 친형제간이다. 그는 정종성의 딸이자 포은 정몽주의 손녀와 혼인하여 딸 하나를 두었다. 1계부인인 김중약의 딸과의 사이에서도 1남을 낳았으며, 2계부인에게서 8남 2녀를 보았다.
1425년 (세종 7)에 종3품 중직대부(中直大夫) 정윤(正尹)에 봉해졌으나, 1427년(세종 9) 학문을 게을리한다는 이유로 직첩을 박탈당하고 황해도 배천으로 유배되었다. 훗날 그 본의를 알고 1430년(세종 12) 유배에서 풀려나 종학(宗學)에 나갔다. 1432년(세종 14년) 원윤(元尹)의 직첩을 받고 1454년(단종 2) 3월에 중의대부 선성군(宣城君)에 봉해졌으며, 그해 5월에 종친(宗親), 의빈(儀賓), 문무백관(文武百官)과 함께 경회루(慶會樓)에서 진풍연(進豊宴)을 열기도 하였다.
1872년(고종 9) 3월, “증 상보국 숭록대부 영종정경 행중의대부”(贈 上報國 崇祿大夫 領宗正卿 行中義大夫)로 추증(追贈)되었다. 시호는 양정(良靖)이다.
묘는 남한산성 동북쪽 40km의 거리에 덕봉(현 경기도 하남시 덕풍동)에 있다. 덕봉의 남쪽 남향의 등성에 선성군 양정공(良靖公)의 유택(幽宅)이 있다.

## 가족 관계
- 조부 : 태조 이성계
  - 백부 : 진안대군
  - 부 : 제 2대 정종
- 외조부 : 지윤(池奫)
  - 모 : 숙의 지씨(淑儀 池氏)
    - 형 : 의평군 원생(義平君 元生)
    - 동생 : 임성군 호생(任城君 好生)
    - 동생 : 함양옹주(咸陽翁主), 하가(下嫁) 지돈녕(知敦寧) 박갱(朴賡)
    - 정부인 : 오천군부인(烏川郡夫人) 연일 정씨(延日 鄭氏) - 참의(參議) 정종성(鄭宗誠)의 딸
      - 장녀 : 평양 조씨(平壤趙氏) 조충로(趙忠老)에게 출가(出嫁)

    - 1계부인 : 안강군부인 광산김씨(安康郡夫人 光山金氏) - 상호군(上護軍) 김중균(金仲均)의 딸
      - 장남 : 명선대부 춘산도정 이귀손(明善大夫 春山都正 李貴孫)

    - 2계부인 : 평산군부인 평산 한씨(平山郡夫人 平山韓氏)
      - 차남 : 추천부수 이숭덕(衝川副守 李崇德)
      - 3남 : 명선대부 명산도정 이금정(明善大夫 明山都正 李金丁)
      - 4남 : 창선대부 풍안부수 이옥석(善善大夫 豊安副守 李玉石)
      - 5남 : 광휘대부 설성부정 이철정(廣徽大夫 雪城副正 李鐵丁)
      - 6남 : 석보부수 이은정(石保副守 李銀丁)
      - 7남 : 승헌대부 병산군 이말정(承憲大夫 屛山君 李末丁)
      - 8남 : 명선대부 도성수 이천정(明善大夫 陶城守 李千丁)
      - 9남 : 덕양부수 이귀정(德陽副正 李貴丁)
      - 차녀 : 해주 오씨(海州吳氏) 오계손(吳繼孫)에게 출가(出嫁)
      - 3녀 : 우효손(禹孝孫)에게 출가(出嫁)

## 같이 보기
- 선성군 묘역 및 석물
- 이홍주
- 명산도정 묘역
- 정몽주

## 참고자료
- 선성군 - 한국학중앙연구원